# Tu'i Tonga
Tuʻi Tonga (do tonganês tu'i, 'rei', tonga, 'sul') é uma expressão usada para referir-se aos governantes do Império Tu'i Tonga. O termo é compreendido como sendo um título monárquico semelhante a um Imperador ou Rei dos Reis. Assim como o Império Inca, é um título cujo nome é carregado em seu estado soberano.
A dinastia dos Tu'i Tonga tem origem por volta do século X, com a coroação do lendário ʻAhoʻeitu. O Tuʻi Tonga possuía importante figura religiosa devido ao fato de descender de um semideus. A dinastia tem seu declínio marcado com a ascensão dos Tuʻi Haʻatakalaua ao poder do império por volta do século XV e a dissolução em 1845, com a derrota de Laufilitonga às forças de Tāufaʻāhau I e a proclamação do Reino de Tonga.

## Lista dos Tu'i Tonga
A linhagem dinástica de Tonga registra 39 nomes na linha de sucessão, entretanto, existe outra lista com 48 nomes.
- ʻAhoʻeitu (c. 900) - de acordo com a história oral e a mitologia tonganesa, ʻAhoʻeitu era um semideus filho de ʻEitumātupuʻa e foi coroado rei da ilha do sul (Tuʻi Tonga) pelo mesmo. Sua principal corte era a de Popua, mas posteriormente deslocou-se para a região de Hahake.
- Lolofakangalo
- Fangaʻoneʻone
- Līhau
- Kofutu
- Kaloa
- Maʻuhau - sua corte ficava em Lavengatonga.
- ʻApuanea
- ʻAfulunga
- Momo (c. 1000 - c. 1100) - casado com Nua, a filha de Lo'au. Durante seu reinado, o Império Marítimo de Tonga marcou suas primeiras expansões pelo Oceano Pacífico, se tornando uma Talassocracia. Estabeleceu a corte real em Heketā, próximo a Niutōua no litoral de Tongatapu.
- Tuʻi-tā-tui (c. 1100 - c. 1150) - ampliou a corte real e foi responsável por construir a Haʻamonga e restabelecer a Fale Fā, um antigo concelho de chanceleres e guardiões da corte responsáveis pelas decisões políticas de Tonga.
- Talatama (c. 1150) - deslocou a corte real para Mu'a, que se tornaria a capital do império a partir de então.
- Tamatou - escolhido pelo irmão de Talatama, Talaihaʻapepe, na época, regente real.
- Talaihaʻapepe - irmão de Talatama que subiu ao trono após a deposição de Tamatou.
- Talakaifaiki (c. 1250) - seu reinado marca a estagnação do Império. Responsável por difamar o clã Malietoa, uma família de nobres samoanos, ocasionando, posteriormente, a independência da Samoa.
- Talafāpite
- Maʻakitoe
- Puipui
- Havea I - assassinado por um fijiano.
- Tatafuʻeikimeimuʻa
- Lomiʻaetupuʻa
- Havea II - morto a arco por um fijiano chamado Tuluvota.
- Takalaua - assassinado enquanto se banhava em Alakifonua. Os assassinos se chamavam Tamasia e Malofafa, nativos de Wallis e Futuna. Era considerado um governante autoritário, que causou várias revoltas e instabilidade política.
- Kauʻulufonua I (c. 1470) - foi responsável por procurar Tamasia e Malofafa e puní-los pelo homicídio a seu pai. Os fugitivos foram procurados por Tongatapu, ʻEua, Haʻapai, Vavaʻu, Niuafo'ou, Niue, Fiji, Samoa até, enfim, encontrá-los e prendê-los em Wallis e Futuna. De volta à Mu'a, foram condenados à pena de morte através de uma terrível tortura (seus dentes foram quebrados e, então, foram obrigados a mastigar kava). Após isso, ele cometeu antropofagia após matar os criminosos, fazendo com que ele tivesse a alcunha de fekai (fera; besta). Ele deu início a uma nova linhagem ao lado de seu irmão mais novo. Assim inicia-se a dinastia Haʻatakalaua, inspirada no pai deles. A partir dessa nova dinastia, a monarquia de Tonga se tornaria mais centralizada, estabelecendo hierarquia social e deveres civis, além de ter dado origem a duas linhagens: a novíssima dinastia de Ha'atakalaua teria tarefas semelhantes às de um primeiro-ministro, tomando conta dos afazeres relacionados à legislação e projetos voltados à população, enquanto o Tuʻi Tonga ganharia um status de direito divino, tal qual os monarcas europeus, os imperadores da Dinastia Ming e os califas islâmicos. O Tuʻi Tonga passaria a ser cultuado através de uma imagem sacra como sendo um deus vivo.
- Vakafuhu - obrigado a deslocar sua corte a Samoa após a ascensão do Tuʻi Haʻatakalaua ao poder.
- Puipuifatu - viveu em Samoa. Fracassou em uma invasão a Vava'u, tentando reconquistar poder absoluto.
- Kauʻulufonua II
- Tapuʻosi - teve permissão para voltar a Mu'a devido ao fato de que os Tuʻi Tonga já estavam enfraquecidos demais para restabelecer seu poder político em relação aos Haʻatakalaua. A partir de então, o poder dos Tuʻi Tonga se tornaria meramente religioso. A importância da dinastia ficaria maior nessa época, embora não pudesse retomar o poder original. Felizmente, nenhum Tuʻi Tonga foi vítima de assassinato depois dele.
- ʻUluakimata I (c. 1580 - c. 1600) - também chamado de Teleʻa, conseguiu conquistar um pouco de poder político e foi responsável pela construção de Paepae ʻo Teleʻa, um mausoléu em Tongatapu.
- Fatafehi (c. 1600 - c. 1640) - estabeleceu uma aliança com a casa de Moʻunga ʻo Tonga, Haʻatakalaua da época, ao se casar com a filha dele, no intuito de fortificar o seu poder político e que duraria séculos. Sua irmã se casou com um fijiano, fazendo-o mudar a orientação do império de Samoa para Fiji. Participou duas vezes de importantes rituais de tatuagens em Samoa ao lado de grandes mestres artistas.
- Kauʻulufonua III (c. 1643) - recebeu Abel Tasman na baía de Tongatapu, um importante navegador holandês da Companhia das Índias.
- ʻUluakimata II
- Tuʻipulotu I ʻilangi Tuʻofefafa - se casou com a filha dos Tuʻi Kanokupolu, abandonando a aliança com Haʻatakalaua.
- Fakanaʻanaʻa
- Tuʻipolutu II ʻilangi Tuʻoteau
- Paulaho (c. 1777 - c. 1795) - responsável por uma grande cerimônia que foi testemunhado pelo capitão James Cook. Em seu reinado, iniciou-se uma guerra civil.
- Maʻulupekotofa - irmão mais velho de Paulaho. Tentou abandonar seu fardo religioso para ganhar relevância política.
- Fuanunuiava (1795 - 1810) - se aliou à casa de Fīnau ʻUlukālala (soberanos de Vava'u) na guerra civil.
- Laufilitonga (1810 - 1865) - último Tuʻi Tonga. Quando seu pai morreu, ele tinha apenas 12 anos e não podia assumir o trono. Nessa época, os Tu'i Tonga já não tinham o mesmo prestígio de antes e ele acabou por ser um governante fraco. Durante seu reinado, Tāufaʻāhau entrou na guerra civil. Sendo da casa de Tupou, ele não possui o direito divino dos Tuʻi Tonga e não era qualificado para sucedê-lo através desse título. Laufilitonga foi derrotado por Tāufaʻāhau na Batalha de Velata, encerrando a Guerra Civil Tonganesa.

Após a Batalha de Velta, Laufilitonga foi obrigado a abandonar o trono e em 4 de Dezembro de 1845, Tāufaʻāhau é coroado Rei George Tupou I de Tonga, uma monarquia constitucional cristã aos moldes europeus, marcando de vez por todas, a queda do Império Tu'i Tonga.

## Ver Também
- Império Tu'i Tonga
- História de Tonga
- Tonga